# Acerentulus condei
Acerentulus condei är en urinsektsart som beskrevs av Josef Nosek 1983. Acerentulus condei ingår i släktet Acerentulus och familjen lönntrevfotingar. Inga underarter finns listade i Catalogue of Life.